# 永始 (漢)
永始（えいし）は、中国、前漢の成帝劉驁の治世に行われた5番目の年号。
紀元前16年 - 紀元前13年。

## 出来事
- 元年：王莽が新都侯に封じられる。

## 西暦との対照表
| 永始 | 元年   | 2年    | 3年    | 4年    |
| 西暦 | 前16年 | 前15年 | 前14年 | 前13年 |
| 干支 | 乙巳   | 丙午   | 丁未   | 戊申   |